# Alberto Costa (football, 2003)
Pour les articles homonymes, voir Alberto Costa.
Alberto Oliveira Baio, couramment appelé Alberto Costa, né le 29 septembre 2003 à Santo Tirso au Portugal, est un footballeur portugais évoluant au poste de défenseur droit au FC Porto.

## Carrière en club

### Vitória SC
Né à Santo Tirso, dans l'aire métropolitaine de Porto, au Portugal, Alberto Costa rejoint en 2013 le centre de formation du Vitória SC. À 17 ans, il est promu en équipe des moins de 23 ans. Après une première apparition à ce niveau et quelques entraînements avec l’équipe B, il signe en avril 2021 un contrat de trois ans, assorti d’une clause libératoire fixée à 30 millions d'euros.
En octobre 2023, il commence à s’entraîner avec l’équipe première sous les ordres d’Álvaro Pacheco et figure régulièrement dans les groupes convoqués pour les matchs. Le 11 janvier suivant, il fait ses débuts officiels lors du cinquième tour de la Coupe du Portugal : une victoire 1 but à 0 à domicile contre le FC Penafiel, au cours de laquelle il entre en jeu en fin de match à la suite de la blessure musculaire de Miguel Maga.
Il fait sa première apparition en championnat le 21 avril 2024, en entrant pour les 15 dernières minutes d’une défaite 3 buts à 0 sur le terrain du Sporting CP. Il s'agira de son seul match de la saison en Liga Portugal.
Le 17 octobre 2024, Costa prolonge son contrat jusqu’en juin 2028 avec le Vitória SC. Le 12 décembre, il inscrit son tout premier but professionnel lors d’un match de phase de groupes de la Ligue Conférence, participant à une victoire 4 buts à 1 sur la pelouse du FC Saint-Gall, en Suisse.

### Juventus FC
Le 15 janvier 2025, Costa rejoint le Juventus FC, signant un contrat courant jusqu’en juillet 2029. Le montant du transfert s’élève à 12,5 millions d'euros, répartis sur quatre exercices financiers, auxquels s’ajoutent 1,3 million d'euros de frais annexes et jusqu’à 2,5 millions de bonus éventuels.
En pleine crise défensive, alors que cinq arrières sont indisponibles, il fait ses débuts le 26 février en quart de finale de la Coupe d'Italie face à l'Empoli FC. Entré à la place d’Andrea Cambiaso pour les six dernières minutes, il assiste à l’élimination de son équipe aux tirs au but après un match nul 1 but partout,.
Cinq jours plus tard, il fait ses premiers pas en Serie A lors d’une victoire 2 buts à 0 contre l’Hellas Vérone au Juventus Stadium, remplaçant Timothy Weah pour la dernière demi-heure de jeu.

### FC Porto
Le 24 juillet 2025, Alberto Costa s'engage pour cinq ans avec le FC Porto. Les Dragons informent que le montant du transfert s'élève à 15 millions d'euros, auxquels s'ajoute 1 million d'euros de bonus. Le 11 août, floqué du numéro 20, il est titulaire pour la première journée du championnat face à son club formateur, le Vitória SC. Dans un match qui voit le FC Porto l'emporter 3-0 dans un Estádio do Dragão plein à craquer, il est notamment auteur d'une passe décisive pour l'attaquant espagnol Samu Aghehowa.

## Carrière internationale
Alberto Costa est convoqué pour la première fois en équipe du Portugal des moins de 18 ans en juin 2021, à l’occasion de deux matchs amicaux disputés à Lisbonne contre la Norvège. En mars 2023, il honore deux sélections avec les moins de 20 ans, face à la Roumanie et à la Tchéquie.

## Statistiques
| Saison                | Club                  | Championnat           | Championnat | Championnat | Championnat | Coupe nationale | Coupe nationale | Coupe nationale | Coupe de la Ligue | Coupe de la Ligue | Coupe de la Ligue | Supercoupe | Supercoupe | Supercoupe | Compétition(s) continentale(s) | Compétition(s) continentale(s) | Compétition(s) continentale(s) | Compétition(s) continentale(s) | Coupe du monde des clubs | Coupe du monde des clubs | Coupe du monde des clubs | Total | Total | Total |
| Saison                | Club                  | Division              | M.          | B.          | P.d.        | M.              | B.              | P.d.            | M.                | B.                | P.d.              | M.         | B.         | P.d.       | Comp.                          | M.                             | B.                             | P.d.                           | M.                       | B.                       | P.d.                     | M.    | B.    | P.d.  |
| 2023-2024             | Vitória SC            | Primeira Liga         | 1           | 0           | 0           | 1               | 0               | 0               | -                 | -                 | -                 | -          | -          | -          | -                              | -                              | -                              | -                              | -                        | -                        | -                        | 2     | 0     | 0     |
| 2024-2025             | Vitória SC            | Primeira Liga         | 10          | 0           | 2           | 3               | 0               | 0               | 1                 | 0                 | 0                 | -          | -          | -          | C4                             | 7                              | 1                              | 0                              | -                        | -                        | -                        | 21    | 1     | 2     |
| Sous-total            | Sous-total            | Sous-total            | 11          | 0           | 2           | 4               | 0               | 0               | 1                 | 0                 | 0                 | 0          | 0          | 0          | -                              | 7                              | 1                              | 0                              | 0                        | 0                        | 0                        | 23    | 1     | 2     |
| 2024-2025             | Juventus FC           | Serie A               | 9           | 0           | 1           | 1               | 0               | 0               | -                 | -                 | -                 | -          | -          | -          | -                              | -                              | -                              | -                              | 4                        | 0                        | 2                        | 14    | 0     | 3     |
| Sous-total            | Sous-total            | Sous-total            | 9           | 0           | 1           | 1               | 0               | 0               | 0                 | 0                 | 0                 | 0          | 0          | 0          | -                              | 0                              | 0                              | 0                              | 4                        | 0                        | 2                        | 14    | 0     | 3     |
| 2025-2026             | FC Porto              | Primeira Liga         | 2           | 0           | 1           | -               | -               | -               | -                 | -                 | -                 | -          | -          | -          | -                              | -                              | -                              | -                              | -                        | -                        | -                        | 2     | 0     | 1     |
| Sous-total            | Sous-total            | Sous-total            | 2           | 0           | 1           | 0               | 0               | 0               | 0                 | 0                 | 0                 | 0          | 0          | 0          | -                              | 0                              | 0                              | 0                              | 0                        | 0                        | 0                        | 2     | 0     | 1     |
| Total sur la carrière | Total sur la carrière | Total sur la carrière | 22          | 0           | 4           | 5               | 0               | 0               | 1                 | 0                 | 0                 | 0          | 0          | 0          | -                              | 7                              | 1                              | 0                              | 4                        | 0                        | 2                        | 39    | 1     | 6     |

## Vie privée
Bien que « Costa » ne soit pas l’un de ses noms de famille légaux, il le choisit comme nom de joueur, en hommage à son beau-père qui l’a élevé depuis son plus jeune âge.